# ルイス・レゲイロ
ルイス・レゲイロ（スペイン語: Luis Regueiro, 1908年7月1日 - 1995年12月6日）は、スペイン・バスク州イルン出身の元サッカー選手、元サッカー指導者。しばしば愛称のエル・コルソ(スペイン語: El corzo)と呼ばれた。元スペイン代表。

## 経歴
バスク地方のギプスコア県イルン出身。イルンに本拠地を置くレアル・ウニオンからデビューすると、1931年から1936年までマドリードCF（現・レアル・マドリード）でプレーし、92試合に出場して53得点を記録した。1936年にスペイン内戦が勃発するとメキシコに渡り、1938-39年にはCDエウスカディのメンバーとしてメキシコのプリメーラ・フエルサ（プロ化前のアマチュアリーグ）でプレーした。このチームは実質的なバスク地方選抜であり、アスレティック・ビルバオやレアル・マドリードの元所属選手が多く名を連ねている。最年長の30歳だったレゲイロはキャプテンを務めた。1939年からはやはりプリメーラ・フエルサで、外国人選手などで構成されたアストゥリアスFCでプレー。1942年から1944年にはクラブ・アメリカでプレーし、1943年のプリメーラ・ディビシオン（プロリーグ）設立に立ち会っている。
1943年にメキシコで生まれた息子のルイス・レゲイロ・ウルキオラもサッカー選手となった。レゲイロ・ウルキオラは中盤でプレーした創造的な選手であり、1966年のイングランドワールドカップにメキシコ代表として出場している。

### スペイン代表
スペイン代表としては25試合に出場して16得点を記録しており、1928年にはアムステルダムオリンピックに、1934年にはイタリアワールドカップに出場した。
1928年にはオランダのアムステルダムで開催されたアムステルダムオリンピックに参加した。1回戦のメキシコ戦で2得点を挙げたが、スペイン代表は準々決勝でイタリア代表に敗れた。2得点はホセ・マリア・イェルモ（4得点）に次いでチーム2位の得点数である。1934年のイタリアワールドカップでは初戦でブラジル代表に勝利したが、レゲイロは控えだった。準々決勝のイタリア戦には先発出場し、レゲイロは30分に先制点を決めたが、1-1と決着がつかなかった。翌日の再試合にも出場したが、スペイン代表は0-1で敗れた。

## タイトル
- レアル・ウニオン
  - コパ・デ・ス・マヘスタッ・エル・レイ・アルフォンソ13 : 1927
  - ギプスコア県選手権 : 1926, 1928, 1930, 1931, 1932
- マドリードCF
  - プリメーラ・ディビシオン : 1932, 1933
  - トロフェオ・デル・ヘネラリッシモ : 1934, 1936
  - セントロ＝スール選手権 : 1933, 1934
  - カスティーリャ＝アラゴン選手権 : 1935, 1936
- アストゥリアスFC（英語版）
  - コパ・メヒコ : 1940, 1941

## 代表での得点
スコアはスペインの得点を左に記している。
| #   | 日付           | 場所                                                 | 相手           | スコア | 結果 | 大会                         |
| --- | -------------- | ---------------------------------------------------- | -------------- | ------ | ---- | ---------------------------- |
| 1.  | 1928年5月30日  | オリンピスフ・スタディオン、アムステルダム、オランダ | メキシコ       | 1–0    | 7–1  | アムステルダム五輪           |
| 2.  | 1928年5月30日  | オリンピスフ・スタディオン、アムステルダム、オランダ | メキシコ       | 3–0    | 7–1  | アムステルダム五輪           |
| 3.  | 1930年6月22日  | ボローニャ、イタリア                                 | イタリア       | 1–0    | 3–2  | 親善試合                     |
| 4.  | 1930年6月22日  | ボローニャ、イタリア                                 | イタリア       | 3–1    | 3–2  | 親善試合                     |
| 5.  | 1931年12月13日 | ダブリン、アイルランド                               | アイルランド   | 3–0    | 5–0  | 親善試合                     |
| 6.  | 1931年12月13日 | ダブリン、アイルランド                               | アイルランド   | 5–0    | 5–0  | 親善試合                     |
| 7.  | 1932年4月24日  | オビエド、スペイン                                   | ユーゴスラビア | 1–0    | 2–1  | 親善試合                     |
| 8.  | 1933年6月21日  | マドリード、スペイン                                 | ブルガリア     | 8–0    | 13–0 | 親善試合                     |
| 9.  | 1933年6月21日  | マドリード、スペイン                                 | ブルガリア     | 12–0   | 13–0 | 親善試合                     |
| 10. | 1934年3月11日  | マドリード、スペイン                                 | ポルトガル     | 4–0    | 9–0  | イタリアワールドカップ・予選 |
| 11. | 1934年3月11日  | マドリード、スペイン                                 | ポルトガル     | 6–0    | 9–0  | イタリアワールドカップ・予選 |
| 12. | 1934年6月21日  | アルテミオ・フランキ、フィレンツェ、イタリア         | イタリア       | 1–0    | 1–1  | イタリアワールドカップ       |
| 13. | 1935年1月24日  | マドリード、スペイン                                 | ブルガリア     | 1–0    | 2–0  | 親善試合                     |
| 14. | 1936年1月19日  | マドリード、スペイン                                 | オーストリア   | 2–4    | 4–5  | 親善試合                     |
| 15. | 1936年1月19日  | マドリード、スペイン                                 | オーストリア   | 4–4    | 4–5  | 親善試合                     |
| 16. | 1936年2月23日  | バルセロナ、スペイン                                 | ドイツ         | 1–2    | 1–2  | 親善試合                     |